# سينورة شوكية
السينورة الشوكية (الاسم العلمي:Synura echinulata) هي نوع من الأسناخ الصبغية تتبع جنس السينورة من فصيلة السينورية.